# Вінчестери (телесеріал)
«Вінчестери» (англ. The Winchesters) — американський телесеріал каналу The CW, приквел культового серіалу «Надприродне», прем'єра якого відбулась 11 жовтня 2022 року.
11 травня 2023 канал The CW закрив телесеріал після першого сезону.

## Сюжет
Сюжет «Вінчестерів» розповідає історію батьків Діна й Сема Вінчестерів — Джона й Мері (до шлюбу Кемпбелл). Молоді люди змушені поставити на кін все, аби врятувати не лише своє кохання, а й увесь світ.

## Актори та персонажі
- Дженсен Еклз — Дін Вінчестер, старший син Мері й Джона
- Б'янка Кайліч — Міллі Вінчестер, мати Джона[7]
- Мег Доннеллі[en] — Мері Кемпбелл
- Дрейк Роджер — Джон Вінчестер

## Виробництво
Серіал від осені 2021 року виробляє продюсерська компанія Дженсена й Денніл Еклзів — Chaos Machine Productions, а також компанія Warner Bros. Television і студія Supernatural.
Автори серіалу — Дженсен Еклз (виконавець ролі Діна Вінчестера в оригінальному серіалі), і його дружина Денніл (зіграла в «Надприродному» ангела Анаель). Дженсен Еклз в новому проєкті виступає в ролі оповідача. До роботи як сценарист залучений колишній продюсер «Надприродного» (у 2016—2020) Роббі Томпсон.
У серіалі «Надприродне» основними виконавцями ролей Джона й Мері були актори Джеффрі Дін Морган і Саманта Сміт (крім епізодів про минуле, де їх грали інші актори).
Допис акаунту «Supernatural» у фейсбуці з анонсом прем'єри серіалу «Вінчестери» викликав зацікавленість команди компанії Facebook, які прокоментували анонс словами: «я людина проста… бачу „Надприродне“ — дивлюся».

## Список епізодів
| Номер серії | Назва                               | Режисер        | Сценарист      | Дата виходу       | Глядачі США (млн) |
| ----------- | ----------------------------------- | -------------- | -------------- | ----------------- | ----------------- |
| 1           | «Пілот» «Pilot»                     | Буде визначено | Буде визначено | 11 жовтня 2022    | Буде визначено    |
| 2           | «Teach Your Children Well»          | Буде визначено | Буде визначено | 18 жовтня 2022    | Буде визначено    |
| 3           | «You're Lost Little Girl»           | Буде визначено | Буде визначено | 25 жовтня 2022    | Буде визначено    |
| 4           | «Masters of War»                    | Буде визначено | Буде визначено | 1 листопада 2022  | Буде визначено    |
| 5           | «Legend of a Mind»                  | Буде визначено | Буде визначено | 15 листопада 2022 | Буде визначено    |
| 6           | «Art of Dying»                      | Буде визначено | Буде визначено | 22 листопада 2022 | Буде визначено    |
| 7           | «Reflections»                       | Буде визначено | Буде визначено | 6 грудня 2022     | Буде визначено    |
| 8           | «Hang on to Your Life»              | Буде визначено | Буде визначено | 24 січня 2023     | Буде визначено    |
| 9           | «Cast Your Fate to the Wind»        | Буде визначено | Буде визначено | 31 січня 2023     | Буде визначено    |
| 10          | «Suspicious Minds»                  | Буде визначено | Буде визначено | 7 лютого 2023     | Буде визначено    |
| 11          | «You've Got a Friend»               | Буде визначено | Буде визначено | 21 лютого 2023    | Буде визначено    |
| 12          | «The Tears of a Clown»              | Буде визначено | Буде визначено | 28 лютого 2023    | Буде визначено    |
| 13          | «Hey, That's No Way to Say Goodbye» | Буде визначено | Буде визначено | 7 березня 2023    | Буде визначено    |